# Francisco Villota
Pour les articles homonymes, voir Villota.
Francisco Villota, né le 18 novembre 1873 à Madrid et mort le 7 janvier 1950 à Madrid, est un joueur de pelote basque espagnol. Aux Jeux olympiques d'été de 1900 à Paris, il remporte le premier prix avec José de Amézola car la seule autre équipe inscrite se retire de la compétition.